# رود سوخونا
رود سوخونا (انگلیسی: Sukhona) یک رودخانه در استان ولوگدای کشور روسیه است.